# برنار جيرمان دي لاسيبيد
برنار جيرمان دي لاسيبيد (بالفرنسية: Bernard Germain de Lacépède)‏ (و. 1756 – 1825) هو سياسي، وعالم حيواني، وملحن، وعالم طبيعة، وعالم البحار، وأستاذ جامعي من فرنسا. ولد في أجان. وكان عضواً في الأكاديمية الفرنسية للعلوم، والأكاديمية الملكية السويدية للعلوم، والجمعية الملكية، وماسونية .
توفي في ابيني-سور-سين، عن عمر يناهز 69 عاماً.

## مناصب
تولى منصب عضو الجمعية الوطنية الفرنسية، وmember of the Sénat conservateur، وPair of France، وPeer of France .

## جوائز
حصل على جوائز منها:
- وسام الصليب الأكبر لجوقة الشرف
- زمالة الجمعية الملكية.

## روابط خارجية
- برنار جيرمان دي لاسيبيد على موقع الموسوعة البريطانية (الإنجليزية)